# Reservas comprovadas de petróleo na Rússia
As estimativas de reservas comprovadas de petróleo na Rússia variam amplamente. A maioria das estimativas incluiu apenas as reservas da Sibéria Ocidental, que foram exploradas desde a década de 1970 e fornecem dois terços do petróleo russo. No entanto, existem reservas potencialmente enormes em outros lugares. Em 2005, o Ministério de Recursos Naturais da Rússia estimou que outros 4.7 bilhões de barris de petróleo existem na Sibéria Oriental. Em julho de 2013, o Ministério de Recursos Naturais da Rússia disponibilizou pela primeira vez estimativas oficiais de reservas. De acordo com o ministro russo de Recursos Naturais, Sergey Donskoy, em 1º de janeiro de 2012, as reservas recuperáveis de petróleo na Rússia sob a categoria ABC1 (equivalente a reservas comprovadas) eram de 17,8 bilhões de toneladas e as reservas da categoria C2 (equivalentes a prováveis e possíveis) eram de 10,9 bilhões de toneladas.

## História
Farman Salmanov foi um geólogo do Azerbaijão famoso por descobrir grandes campos de petróleo na Sibéria Ocidental em Tyumen Oblast em 1961.

## Produção
Após o colapso da União Soviética, a produção de petróleo da Rússia caiu drasticamente e só se recuperou nos últimos anos. A União Soviética atingiu um pico de 12.58 milhões de barris por dia em líquidos totais em 1988, e a produção caiu para cerca de 6 milhões de barris por dia em meados da década de 1990. Uma reviravolta na produção de petróleo russa começou em 1999, que muitos analistas atribuem à privatização da indústria. Os preços mundiais do petróleo mais altos, o uso da tecnologia japonesa e o rejuvenescimento de antigos campos de petróleo também ajudaram. Em 2007, a produção russa havia se recuperado para 9.8 milhões de barris por dia, mas estava crescendo a uma taxa mais lenta do que em 2002-2004. Em 2008, a produção caiu 1 por cento no primeiro trimestre e o vice-presidente da Lukoil, Leonid Fedun, disse que US$1 trilhão teria que ser gasto no desenvolvimento de novas reservas se os níveis atuais de produção fossem mantidos. O editor-chefe do Russian Petroleum Investor afirma que a produção russa atingiu um pico secundário em 2007.
Em 2007, a Rússia produziu cerca de 9.8 milhões de barris por dia de líquidos, consumiu cerca de 2.8 milhões de barris por dia em líquidos, e exportou (em líquido) cerca 7 milhões de barris por dia. Mais de 70% da produção de petróleo russa foi exportada, enquanto os 30% restantes foram refinados localmente. No início de 2008, as autoridades russas estavam preocupadas porque, depois de aumentar apenas 2% em 2007, a produção de petróleo começou a diminuir novamente em 2008. O governo russo propôs cortes de impostos sobre o petróleo na tentativa de estimular a produção.
Em 2011, a produção de petróleo russo aumentou para 10.54 milhões de barris por dia. É o segundo maior exportador de petróleo do mundo.
Em outubro de 2018, a produção de petróleo bruto da Rússia cresceu para 11.61 milhões de barris por dia, um novo recorde pós-soviético.

## Estimativas de reservas

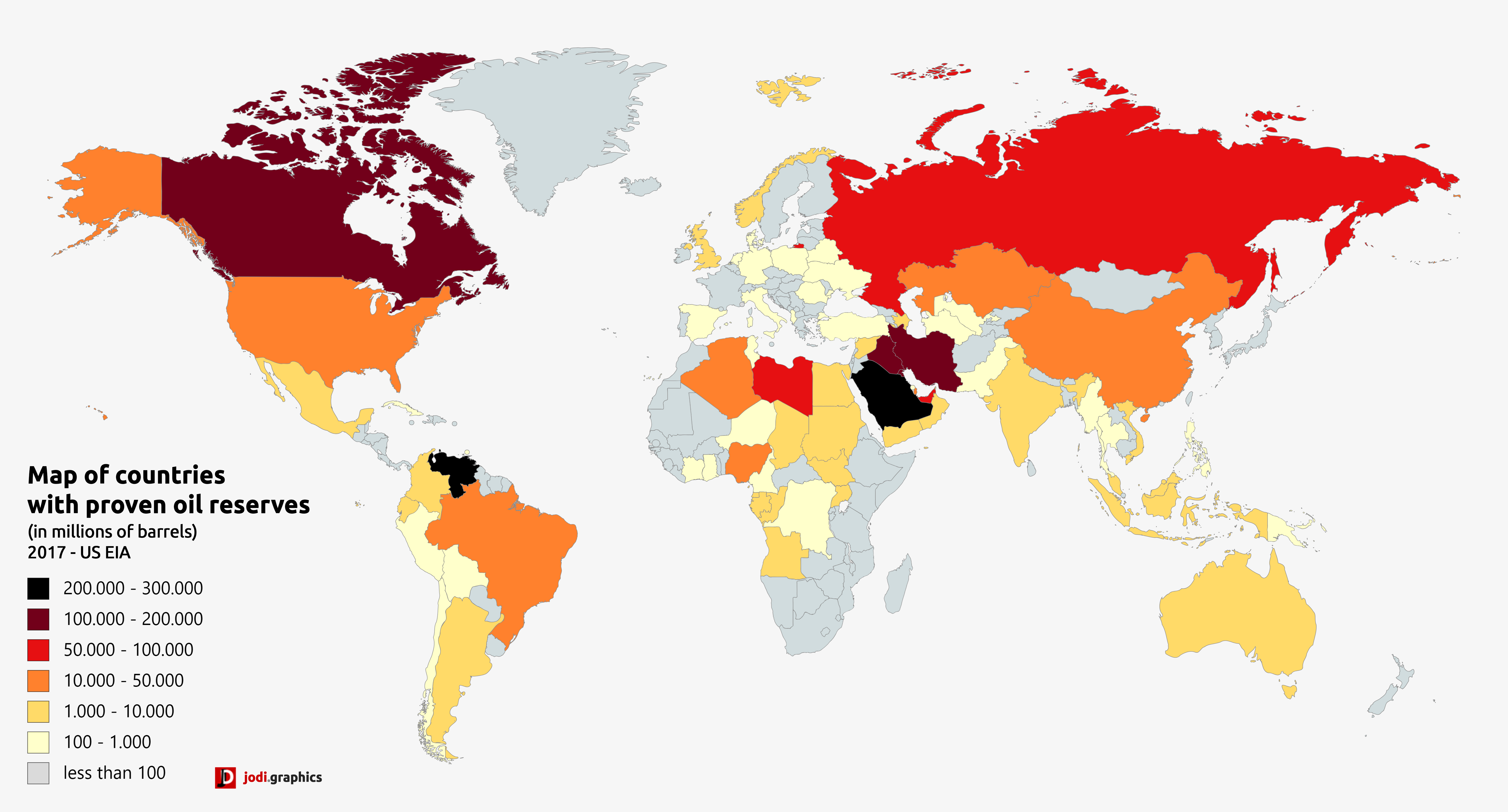
Um mapa das reservas mundiais de petróleo de acordo com a EIA dos EUA, 2017

As estimativas de reservas da Rússia na tabela abaixo foram publicadas em 2006, exceto a do EIA dos EUA:
| Fonte                                | 109 bbl | 109 m3 |
| ------------------------------------ | ------- | ------ |
| Oil & Gas Journal                    | 60      | 9.5    |
| John Grace*                          | 68      | 10.8   |
| World Oil                            | 69      | 11     |
| British Petroleum                    | 72      | 11.4   |
| US Energy Information Administration | 80      | 13     |
| 10 largest Russian Oil Companies     | 82      | 13     |
| E Khartukov (Russian Oil Expert)     | 110     | 17     |
| United States Geological Survey      | 116     | 18.4   |
| Ray Leonard (MOL)                    | 119     | 18.9   |
| Wood Mackenzie                       | 120     | 19     |
| IHS Energy                           | 120     | 19     |
| Mikhail Khodorkovsky                 | 150     | 24     |
| Brunswick UBS (consultants)          | 180     | 29     |
| DeGolyer and MacNaughton (audit)     | 200     | 32     |

A classificação ABC1 é baseada no sistema russo e é o equivalente mais próximo desse sistema às reservas provadas da Society of Petroleum Engineers (SPE). É considerado por alguns como um pouco menos rigoroso do que as reservas comprovadas da SPE.
Em 29 de setembro de 2014, o presidente da União dos Produtores de Petróleo e Gás da Rússia, Gennady Shmal, disse em entrevista coletiva que as reservas de petróleo descobertas da Rússia (ABC1) são de 17,8 bilhões de toneladas (17,8 * 1012 m3). Ele disse que as reservas de C2 estão em 8 bilhões de toneladas. A designação russa ABC1 corresponde às reservas provadas (provavelmente desenvolvidas produtoras, provadas desenvolvidas não produtoras e provadas não desenvolvidas), enquanto C2 corresponde às reservas prováveis e possíveis.